# Васильченко Олексій Андрійович
Олексій Андрійович Васильченко (нар. 24 березня 1913 — пом. 13 травня 1942 ) — радянський військовий льотчик — учасник Другої Світової війни. Герой Радянського Союзу (1942).

## Життєпис
Народився 24 березня 1913 року в станиці Біла Калитва (нині місто Ростовської області), в селянській родині.
У 1934 році закінчив гірничий технікум в місті Красний Луч, працював електромонтером. Закінчив місцевий аероклуб. У Червоній Армії з 1934 року. У 1936 році закінчив Ворошиловградську школу пілотів.

## Участь у Другій світовій війні
С червня 1941 літав у складі 316-го розвідувального авіаційного полку.
До листопада 1941 року здійснив 121 бойовий виліт.
Загинув у бойовому вильоті 13 травня 1942.
Похований в селі Сподобівка Харківської області.

## Нагороди
Герой Радянського Союзу — Медаль «Золота Зірка»
Орден Леніна